# Temporada de ciclones del Índico Norte de 2021
La temporada de ciclones en el Índico Norte de 2021 fue un evento en el ciclo anual de formación de ciclones tropicales. La temporada no tiene, exactamente, fecha de inicio y finalización, aunque los ciclones tienden a formarse entre marzo y diciembre, con mayor incidencia entre abril y noviembre. Estas fechas convencionalmente delimitan el período de cada año cuando la mayoría de los ciclones tropicales se forman en el norte del océano Índico. 
El Centro Meteorológico Regional Especializado en esta cuenca es el Departamento Meteorológico de la India (IMD), mientras que el Centro Conjunto de Advertencia de Tifones emite avisos no oficiales. En promedio, de tres a cuatro tormentas ciclónicas se forman en cada estación.

## Ciclones Tropicales

### Tormenta ciclónica muy severa Tauktae
La tormenta ciclónica muy severa Tauktae (pronunciación birmana: [taʊʔtɛ̰]) fue un poderoso ciclón tropical del Mar Arábigo que se convirtió en el ciclón tropical más fuerte en tocar tierra en el estado indio de Guyarat desde el ciclón de Guyarat de 1998 y uno de los ciclones tropicales más fuertes que jamás haya afectado la costa oeste de la India. El ciclón azotó Guyarat el mismo día en que India registró su, en ese momento, el número más alto de muertes por COVID-19 en un solo día, con 4.329 muertes.

## Nombre de los ciclones tropicales
Dentro de esta cuenca, a un ciclón tropical se le asigna un nombre cuando se estima que ha alcanzado la intensidad de Tormenta Ciclónica con vientos de 65 km/h (40 mph). Los nombres fueron seleccionados por una nueva lista del Centro Meteorológico Regional Especializado en Nueva Delhi a mediados del año 2020. No hay retiro de nombres de ciclones tropicales en esta cuenca ya que la lista de nombres solo está programada para usarse una vez antes de una nueva lista de nombres se redacta. Si un ciclón tropical con nombre se traslada a la cuenca desde el Pacífico Occidental, conservará su nombre original. Los siguientes ocho nombres disponibles de la Lista de nombres de tormentas del Océano Índico Norte se encuentran a continuación.
| - Tauktae - Yaas - Gulab - Shaheen | - Jawad - Asani (sin usar) - Sitrang (sin usar) - Mandous (sin usar) |